# União das Freguesias de Arentim e Cunha
Die União das Freguesias de Arentim e Cunha ist eine portugiesische Gemeinde (Freguesia) im Kreis (Concelho) Braga, Distrikt Braga, im Nordwesten Portugals.

## Geschichte
Die Gemeinde entstand im Zuge der Gebietsreform vom 29. September 2013 durch die Zusammenlegung der ehemaligen Gemeinden Arentim und Cunha.
Arentim wurde Sitz der neuen Verwaltung.

## Demographie

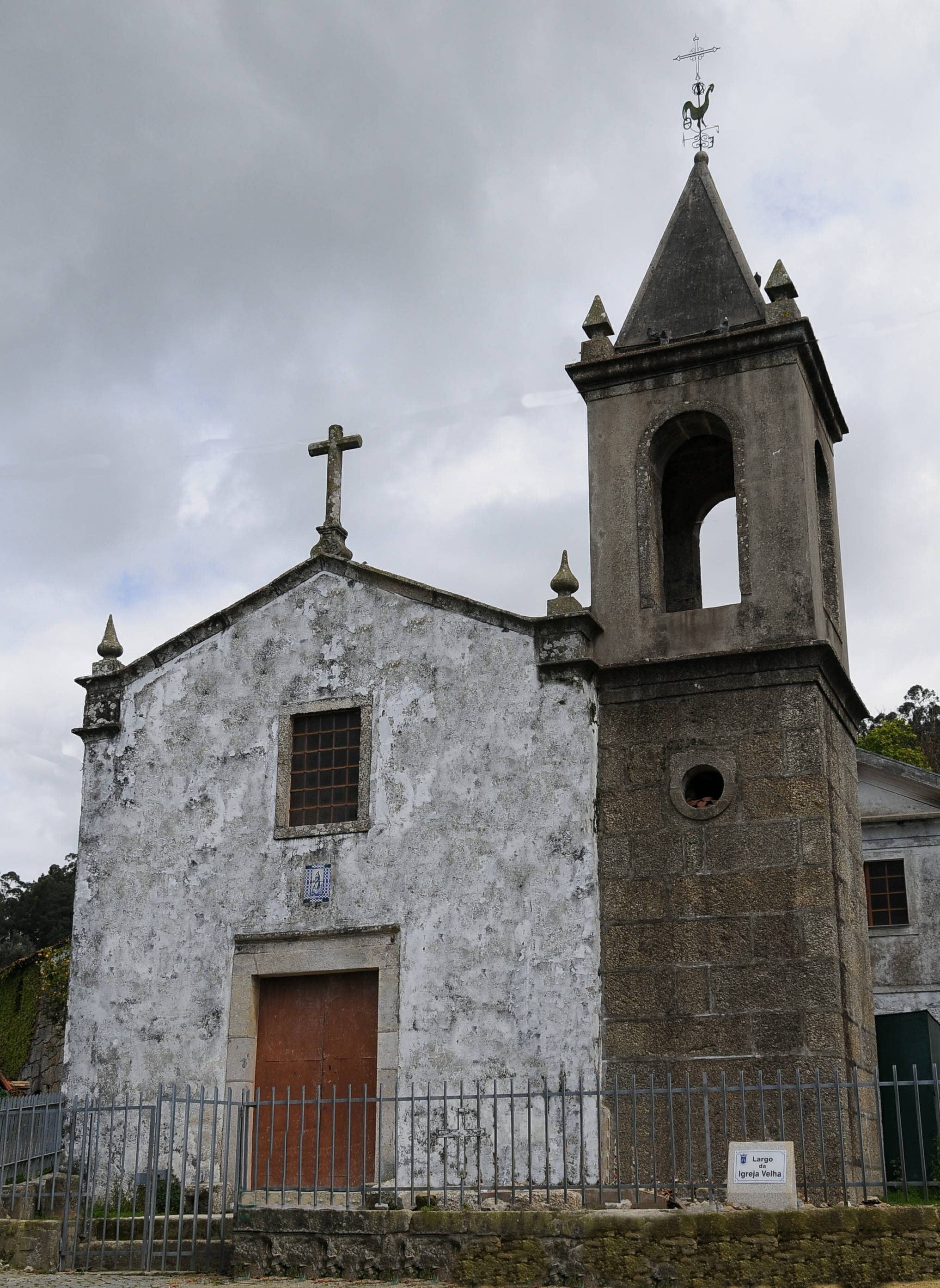
Die Pfarrkirche von Arentim

| Freguesia | Freguesia       | Freguesia | Freguesia       | ehemalige Freguesias | ehemalige Freguesias | ehemalige Freguesias | ehemalige Freguesias |
| --------- | --------------- | --------- | --------------- | -------------------- | -------------------- | -------------------- | -------------------- |
| Wappen    | Freguesia       | Einwohner | Fläche in (km²) | Wappen               | Freguesia            | Einwohner            | Fläche in (km²)      |
|           | Arentim e Cunha | 1406      | 5,72            |                      | Arentim              | 888                  | 2,41                 |
|           | Arentim e Cunha | 1406      | 5,72            | Cunha                | 645                  | 3,31                 |                      |